# شريف (بني سويف)
قرية شريف هي إحدى القرى التابعة لمركز بنى سويف في محافظة بني سويف في جمهورية مصر العربية. حسب إحصاءات سنة 2006، بلغ إجمالي السكان في شريف 13404 نسمة، منهم 6805 رجل و6599 امرأة.